# Ceryx hilda
Ceryx hilda là một loài bướm đêm thuộc phân họ Arctiinae, họ Erebidae.